# Landsorttief

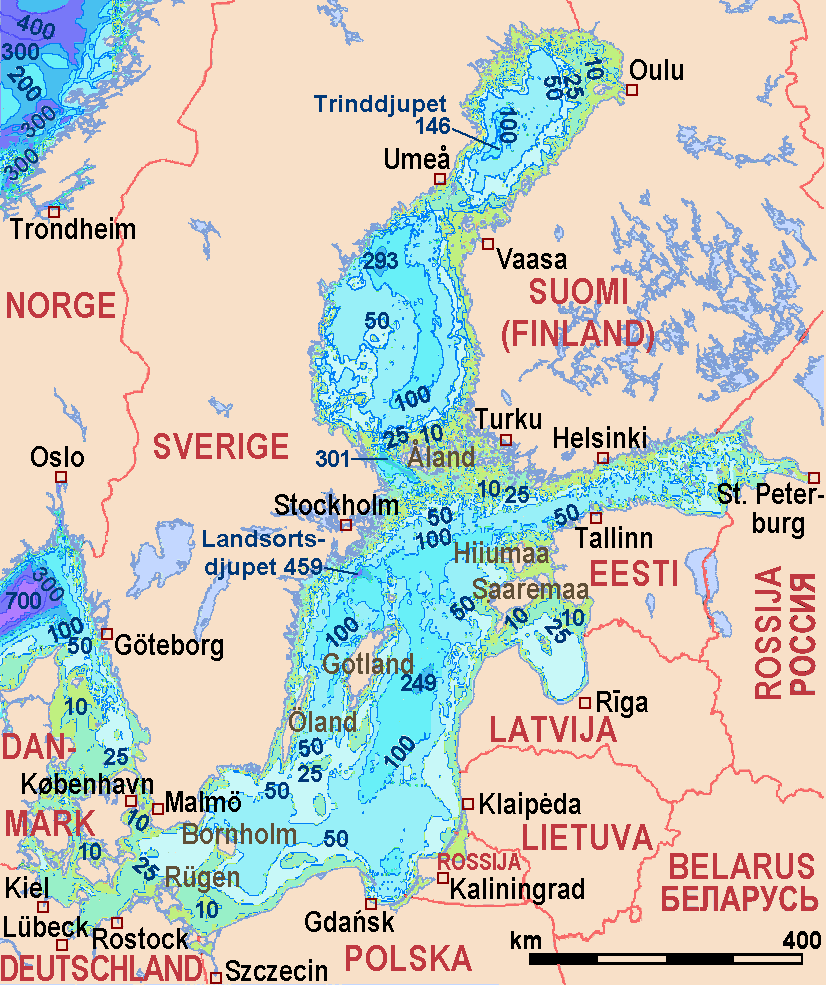
Wassertiefen der Ostsee in Metern

Das Landsorttief, schwedisch Landsortsdjupet, ist ein Meerestief im westlichen Gotlandbecken der Ostsee und stellt mit 456,51 m unter dem Meeresspiegel deren tiefste Stelle dar. 
Die Tiefe befindet sich 24 km südöstlich des Leuchtturms Landsorts fyr auf der schwedischen Insel Öja (vor der Halbinsel Södertörn), 80 km nordnordwestlich des Kaps Harudden der großen schwedischen Insel Gotland und 62,9 km westnordwestlich des Kaps Bredsandsudden der kleinen schwedischen Insel Gotska Sandön, die ihrerseits 49 km nördlich von Gotland liegt. (Hälludden auf Gotland – Sankt Anna auf Gotska Sandön)
Bis in die 1960er Jahre wurden hier chemische und mittelaktive radioaktive Abfälle versenkt.